# Pouzzolane

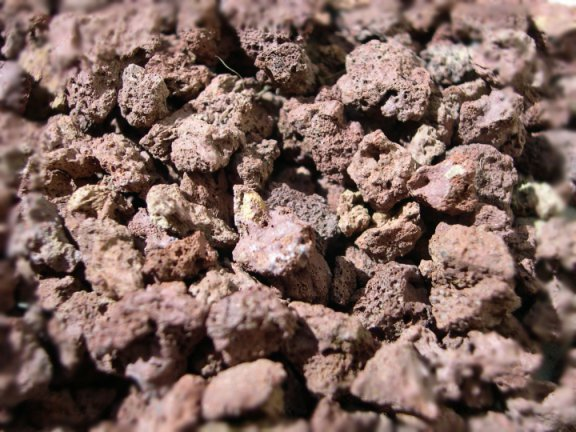
Grains de pouzzolane.

La pouzzolane est une roche naturelle constituée par des scories (projections) volcaniques basaltiques ou de composition proche. Elle a une structure alvéolaire. La pouzzolane est généralement rouge ou noire, avec toutes les teintes intermédiaires, exceptionnellement grise.
Sous la Rome antique, la pouzzolane était mélangée à de la chaux aérienne, ce qui permettait à ces mortiers une prise même immergés. Louis Vicat expliquera les principes de cette réaction, dans sa théorie de l'hydraulicité, au XIXe siècle. Le XIXe siècle donnera le nom de pouzzolane à toute substance (naturelle ou artificielle) capable de conférer à une chaux ou un ciment son hydraulicité. Autrement dit, la « propriété pouzzolanique » est l'aptitude d'un matériau à se combiner à température ambiante et en présence d'eau avec la chaux ou la portlandite pour donner des hydrates très peu solubles.
Par exemple, les cendres volantes silico-alumineuses issues de la combustion des charbons schisteux brûlés en centrale thermique, employées dans la confection des ciments contemporains, sont appelées également « pouzzolane ». Dans les pouzzolanes naturelles, la présence de verre volcanique non altéré, et la composition de ce verre, déterminent leur réactivité.

## Étymologie et histoire

### Une roche volcanique originaire de Pouzzoles
La pouzzolane est appelée ainsi, parce qu'on en trouve dans le voisinage de Pouzzoles (Pozzuoli en italien) en Campanie. autrefois Putéoli, d'où le nom de pulvis Puteolanus que lui donnent Sénèque (Quest. Nat., liv. III), Pline l'Ancien (Hist. Nat., liv. xxxv, ch. 13) et Vitruve (liv. II, ch. 6). Vitruve la situe dans les montagnes de Baianus et Cumanus
L'usage du mortier de chaux à la pouzzolane se répand à Rome dès la période républicaine, lorsque l'on découvre que le mélange a la propriété de se solidifier, même immergé. Mêlé à du gravier ou à des gravats de démolition, cette sorte de béton pouvait être utilisé à coffrage perdu, habillé de briques, de marbre et de stuc (Opus caementicium). Le mortier romain est à l'origine de la réalisation d'arches, voûtes et coupoles très durables, parvenues jusqu'à nous, tels la basilique de Maxence ou le Panthéon de Rome. Le plus ancien usage connu de pouzzolane a été repéré dans les constructions de Césarée en Palestine, élevées du temps de Hérode Ier le Grand au Ier siècle av. J.-C.
Voici la description qu'en donne Vitruve dans son De architectura (Livre II, Chapitre 6) :
« Il existe une espèce de poudre à laquelle la nature a donné une propriété admirable. Elle se trouve au pays de Baïes et dans les terres des municipes qui entourent le mont Vésuve. Mêlée avec la chaux et le moellon, non seulement elle donne de la solidité aux édifices ordinaires, mais encore les môles qu'elle sert à construire dans la mer acquièrent sous l'eau une grande consistance. Voici comment j'en explique la cause. Sous ces montagnes et dans tout ce territoire, il y a un grand nombre de fontaines bouillantes ; elles n'existeraient pas s'il ne se trouvait au fond de la terre de grands feux produits par des masses de soufre, ou d'alun, ou de bitume en incandescence. La vapeur qui s'exhale de ces profonds réservoirs de feu et de flamme, se répandant brûlante par les veines de la terre, la rend légère, et le tuf qui en est produit est aride et spongieux. Ainsi, lorsque ces trois choses que produit de la même manière la violence du feu, viennent par le moyen de l'eau à se mêler et à ne plus faire qu'un seul corps, elles se durcissent promptement ; et prennent une solidité telle, que ni les flots de la mer ni la poussée des eaux ne peuvent les désunir ».
Ces vertus permettant au mortier de résister à l'eau et même de faire prise en milieu très humide est due à la présence d'une grande quantité de silicate d'alumine. En ajoutant à la chaux aérienne de la pouzzolane, on la transforme artificiellement en chaux hydraulique. Ce n'est qu'en 1818 que Louis Vicat explique les principes de cette réaction, dans sa théorie de l'hydraulicité.

### Tout autre substance à vertu pouzzolanique

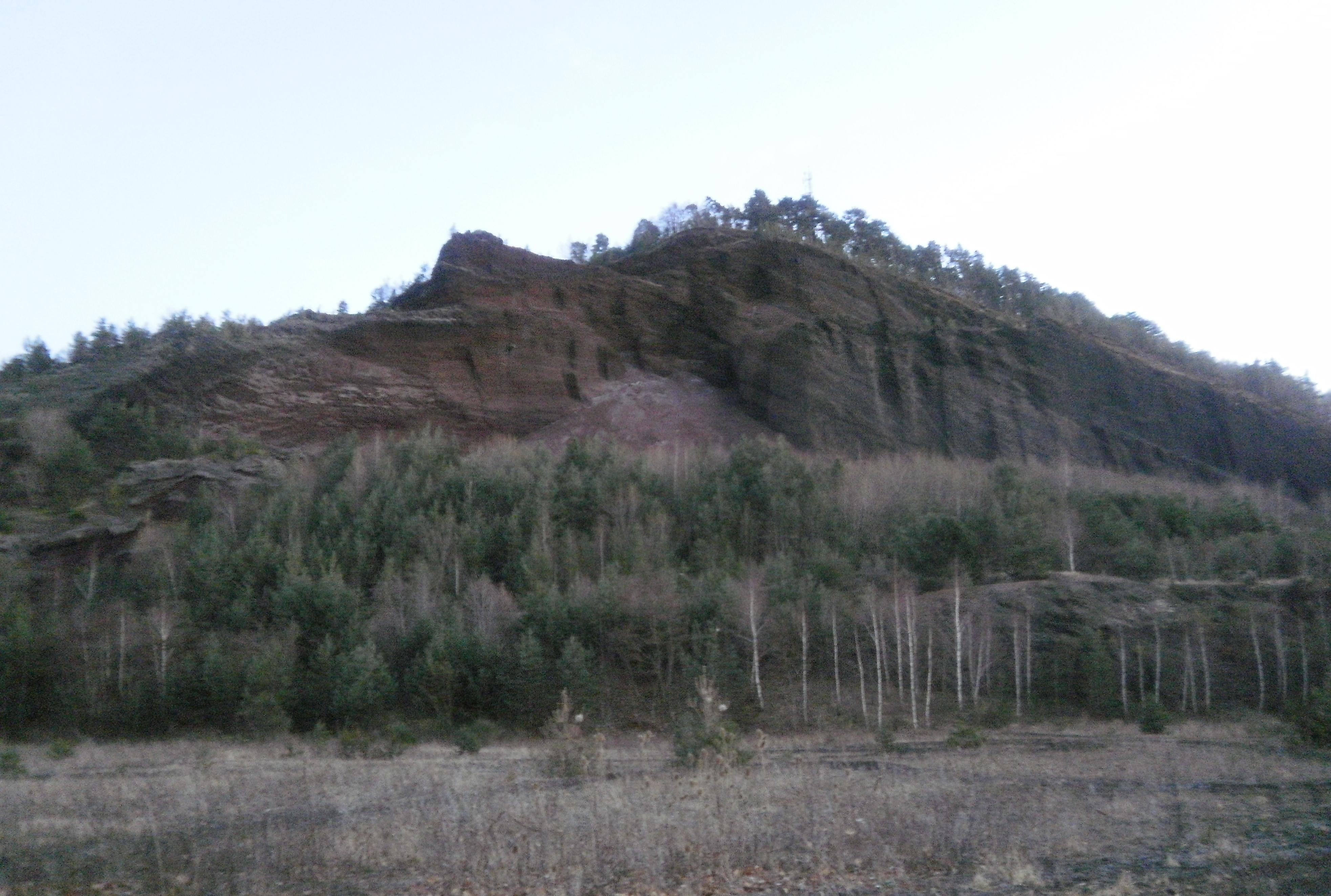
Puy de Gravenoire, volcan éteint d'Auvergne, anciennement exploité pour la pouzzolane.

On doit à Barthélemy Faujas de Saint-Fond, vers 1778, la découverte de pouzzolane dans le Velay mais on peut d'après lui en trouver dans tous les pays où l'on voit des restes de volcans.
Les pouzzolanes naturelles sont très utilisées au XIXe siècle. On utilise le trass de Hollande. En France, les pouzzolanes de l'Hérault et du Vivarais ; en Grèce, la pouzzolane du Santorin.
En 1818, Louis Vicat étend la définition de la pouzzolane à toute autre matière que le feu peut ramener à l'état des pouzzolanes volcaniques. 

### 1946
En 1946 en France, la pouzzolane d'Auvergne peut se vendre entre 115 et 150 francs le mètre cube.

## Utilisation
Elle est utilisée pour le jardinage, les constructions, le béton de chanvre, l'aquariophilie et en agriculture hors-sol afin de filtrer l'eau car cette pierre est poreuse et constitue un bon support bactérien, l'assainissement non collectif et les routes.
Présentant une forte hétérométrie, elle exige pour son exploitation de passer au concassage et au tamisage pour parvenir à la granulométrie souhaitée.

### En jardinerie
Ses applications dans les jardins sont multiples :
- en grosse granulométrie elle est utilisée comme roche décorative (paillage) comparable à l'écorce de pin pour limiter l'enherbement, par exemple, dans les massifs d'arbustes ;
- et en petite granulométrie elle sert dans la composition du substrat[11] de certaines cultures comme les bonsaï, l'hydroponie ou pour le lagunage des piscines biologiques. Ce type de roche assure un bon drainage au niveau racinaire. Les bords coupants de la pouzzolane favorisent le développement des radicelles.

### En agriculture
Essentiellement en agriculture hors-sol en tant que substrat aux cultures maraichères. On retrouve la pouzzolane en granulat de 6-16mm. Même si la roche contient des minéraux  mineurs et possède une grande porosité (60% macroporosité et 7-13% microporosité), elle possède un faible CEC (capacité d'échange cationique ) et une faible rétention d'eau.
Néanmoins, ces contraintes peuvent être évitées par une irrigation fertilisante.
Elle offre des avantages en agriculture hors-sol, telle une bonne stabilité et un milieu aéré, chimiquement inerte, exempt de pathogènes et facile à désinfecter, de faible masse volumique, isolant et relativement de bon marché.  
Parmi les inconvénients, seule l'absence de pouvoir tampon constitue un inconvénient grave lorsque la solution nutritive est mal contrôlée.

### En construction
La pouzzolane, en raison de sa très forte porosité, est à la base de la fabrication de certains ciments à prise lente, utilisés notamment dans la constitution du béton pour les barrages de type BCR (béton compacté au rouleau).
Le tuf constituant le sous-sol de Rome est composé de deux types de roches volcaniques :
- le pépérin, solide et semblable à la pierre ;
- la pouzzolane, friable et sablonneuse, propre à composer un ciment tenace, cause principale de la durée des monuments romains.

Utilisée dans les parpaings, elle a aussi été utilisée lors de la conception du terrain du Stade de France : la pouzzolane, très poreuse, permet à l'eau de s'écouler et d'évacuer très rapidement la pelouse. C'est aussi pourquoi elle sert comme revêtement pour certaines pistes d'hippodromes, notamment pour les courses de trot ; elle réduit le risque d'annuler une course pour cause de temps trop humide.
D'une manière générale, ce matériau de construction est plus léger que les autres matériaux, type silicocalcaire. Dans les travaux publics, cela permet de mettre en œuvre des remblais allégés : terrain trop faible pour recevoir une route, remblaiement sur ouvrage souterrain...
La densité moyenne de la pouzzolane une fois en place tourne autour de 0,85 t/m3 au lieu de 1,9 t/m3 pour les matériaux classiques.

### Assainissement non collectif
La pouzzolane est utilisée sous forme de pierre de 20 à 50 mm comme filtre dans les fosses toutes eaux.
Elle permet de protéger le réseau d’épandage contre les départs de matières en suspension.
La pouzzolane doit être sortie et lavée à eau vive 1 à 2 fois par an.

### Sur les routes
La pouzzolane est également répandue en hiver sur les routes où le froid est tel que le sel est inefficace. On s'en sert également dans les industries telles que la métallurgie pour remplacer le sel (qui corrode le métal) en période de neige afin de maintenir une bonne adhérence pour les engins de manutention. À défaut de faire fondre la neige et la glace, cela permet de maintenir d'assez bonnes conditions d'adhérence pour les véhicules.

## Localisation
On trouve de la pouzzolane dans toute région volcanique. En France, on trouve de la pouzzolane à l’état naturel en Auvergne. Le Cap-Vert (archipel volcanique au large du Sénégal) produit aussi de la pouzzolane.